# François-Michel Lambert
Pour les articles homonymes, voir Lambert.
Ne doit pas être confondu avec François Lambert ou Michel Lambert.
François-Michel Lambert, né le 24 août 1966 à La Havane (Cuba), est un homme politique français.
D'abord membre de Génération écologie, il rejoint Europe Écologie Les Verts (EELV) et est élu député en 2012 dans la 10e circonscription des Bouches-du-Rhône. Soutien du gouvernement Manuel Valls, il quitte EELV et le groupe écologiste en 2015 après avoir adhéré au Front démocrate et, de nouveau, à Génération écologie. Il cofonde la même année, avec le Front et d'autres élus écologistes, l'Union des démocrates et des écologistes (UDE). Il fait partie de l'équipe de campagne de Jean-Luc Bennahmias pour la primaire citoyenne de 2017, puis soutient Emmanuel Macron au premier tour de l'élection présidentielle de 2017.
Il est réélu en 2017 avec le soutien de La République en marche (LREM). En octobre 2018, il quitte le groupe LREM pour le nouveau groupe Libertés et territoires. En 2019, il fait scission de l'UDE et crée le parti « Liberté écologie fraternité ». Il ne se représente pas lors des élections législatives de 2022.

## Biographie
François-Michel Lambert, naît le 24 août 1966 à La Havane (Cuba) et possède la double nationalité franco-cubaine[réf. nécessaire]. 

### Parcours professionnel
Après 16 ans chez Pernod-Ricard en tant que responsable du packaging puis logisticien, il reprend ses études en management de la logistique pour faire du conseil en prospective, notamment auprès des collectivités territoriales en aménagement du territoire,.

### Parcours politique

#### Débuts
Il se lance en politique en 1992 en adhérant à Génération écologie, aux côtés de Brice Lalonde.
Il est conseiller municipal d'opposition à Gardanne de 2008 à 2013, élu sur la liste divers gauche menée par Josiane Bonnet . Il démissionne de son mandat de conseiller municipal en 2013.

#### Député de laXIVelégislature
François-Michel Lambert est élu député de la dixième circonscription des Bouches-du-Rhône le 17 juin 2012 en recueillant 41,64 % des voix à l'issue d'une triangulaire au deuxième tour, où il devance le député sortant Richard Mallié (UMP) 38,13 %, et la candidate du Front national Pascale-Edith Guennec, 20,23 %.
En 2013, il fonde  l'Institut de l'économie circulaire dont il assure la présidence. Composé de 200 membres, entreprises, collectivités, ONG, écoles, cet institut a pour objectif de définir et mettre en œuvre la transformation du modèle économique pour sortir d’une société de gaspillage. 
Il est aussi à l'origine de la création du Club des parlementaires pour l'économie circulaire. Il a reçu à ce titre en 2013 la Marianne d'or du développement durable pour son action volontariste.
En avril 2014, il vote pour le pacte de stabilité budgétaire présenté par le Premier ministre Manuel Valls, alors que la majorité de son groupe vote contre.
Soutien affirmé du gouvernement, il annonce le 8 juin 2015 s'être encarté conjointement à EÉLV aux partis Génération écologie et au Front démocrate, ce afin de « créer des ponts » entre les écologistes ». Quelques jours plus tard, en vertu des règles internes interdisant la double appartenance, il est suspendu d'EÉLV, il annonce alors être candidat à la tête de liste du Parti socialiste dans les Bouches-du-Rhône (PACA) à l'occasion des élections régionales de 2015.
En juillet 2015, sa liste recueille 7,34 % des suffrages au premier tour des élections municipales partielles de Gardanne. Il soutient au second tour le maire sortant.
En août 2015, Laurent de Boissieu le situe à la « droite pro-gouvernementale » du groupe écologiste. La même année, il participe à la fondation de l'Union des démocrates et des écologistes avec le Front démocrate.
Le 19 mai 2016, avec cinq autres députés, il quitte le groupe écologiste, provoquant sa dissolution, et rejoint le groupe socialiste.
Proche de François de Rugy et de Jean-Vincent Placé, il fait partie de l'équipe de campagne de Jean-Luc Bennahmias pour la primaire citoyenne de 2017, puis soutient Emmanuel Macron (En marche) au premier tour de l'élection présidentielle de 2017.

#### Député de laXVelégislature
Pour les élections législatives du 11 et 18 juin 2017, François-Michel Lambert, soutenu par La République en marche (LREM), est réélu (58,27%) face au candidat Laurent Jacobelli du Front national (41,73%). Sa suppléante est Claudine Die, 57 ans, élue à la mairie d'Auriol.
Au début de la législature, il critique la communication de LREM, qu'il juge « digne de la Pravda ».
Mediapart indique en mai 2018 qu'il « ne cache pas son désir de quitter le groupe LREM et ne mâche pas ses mots envers les lacunes de l’exécutif : « S’il n’y a pas une ouverture, une capacité à parler en même temps des territoires et de la dimension écologiste, mon départ est inéluctable ». Il regrette en particulier le refus par le ministère de l'Action et des Comptes publics de financer une aide à l’acquisition d’un vélo à assistance électrique. Après plusieurs tentatives de création d'un groupe parlementaire distinct du groupe LREM, notamment avec Paul Molac et des députés non inscrits de centre gauche, il y parvient en octobre 2018 avec le lancement du groupe Libertés et territoires.
En septembre 2018, il soutient la candidature de Barbara Pompili à la présidence de l'Assemblée.
En 2018, il devient porte-parole de l'Union des démocrates et des écologistes (UDE). À la suite d'un grave conflit interne qui oppose une branche pro-LREM avec une autre plus ouverte à gauche, il fonde en 2020, avec Marie-Pierre Bresson notamment, le parti Liberté Écologie Fraternité.
En mars 2020, alors que la pandémie de Covid-19 se développe en France, il prend la tête d'un groupe de plusieurs députés qui demandent au gouvernement français de solliciter les autorités cubaines afin d'obtenir l'aide de médecins cubains.
En mai 2021, à l'occasion d'une question au gouvernement portant sur la légalisation du cannabis, il brandit un joint au sein de l'hémicycle de l'Assemblée nationale, s'attirant des critiques du ministre de l'Intérieur, Gérald Darmanin, et du président de l'Assemblée nationale, Richard Ferrand. Cette action lui vaut une sanction pécuniaire.
En 2022, il annonce ne pas candidater à sa réélection lors des élections législatives, préférant s'installer dans le Gers.

## Prises de position et travail législatif
Après la mort de Fidel Castro, en novembre 2016, il considère que celui-ci « a su résister et incarner l’indépendance nationale, la souveraineté de Cuba et une vision internationaliste du monde. Nul ne peut contester qu’il a représenté la voix des déshérités, agit dans la lutte contre l’apartheid, assuré des missions médicales pour éradiquer les maladies ou venir au secours des victimes de catastrophes naturelles ».
En 2016, son amendement entérinant l'interdiction de la vaisselle jetable en plastique à partir de 2020 est adopté par l'Assemblée.
Lors de la campagne présidentielle de 2017, dans le contexte de l'affaire Fillon, il rend hommage dans une tribune à sa compagne Marjorie, qui est également son assistante parlementaire, dont il défend l'emploi, et affirme qu'« à choisir entre la poursuite d'un possible deuxième mandat avec elle ou l'écarter comme l'opinion publique l'exigerait », il choisirait de ne pas briguer de nouveau mandat. Lors de l'examen du projet de loi organique rétablissant la confiance dans l'action publique, il prend position contre la prohibition des emplois familiaux auprès des parlementaires en citant la Déclaration des droits de l’homme et du citoyen.
Le 15 septembre 2018, François-Michel Lambert présente un amendement demandant l'interdiction du glyphosate, rejeté de 4 voix (35 pour, 42 contre). 
Le 2 juillet 2019, il dépose une proposition de loi relative à la « légalisation contrôlée de la production, de la vente et de la consommation du cannabis ». En janvier 2020, il participe à la création de la mission d'information commune sur la réglementation et l'impact des différents usages du cannabis, dont il est nommé secrétaire.
Durant les élections municipales de 2020 à Marseille, il soutient la liste de gauche du Printemps marseillais menée par Michèle Rubirola.
En décembre 2020, après avoir posé au gouvernement une question écrite en ce sens, il accuse dans le Journal du dimanche les multinationales du tabac d'alimenter le trafic illicite de cigarettes en France. Le 7 janvier 2021, il annonce dans un communiqué qu'il déposera une plainte contre Philip Morris International pour organisation du commerce parallèle de tabac en France.

## Mandats
- Conseiller municipal de Gardanne de mars 2008 à mai 2013.
- Député de la 10e circonscription des Bouches du Rhône depuis juin 2012 à juin 2022 (réélu en juin 2017).